# 布都御魂
布都御魂（日语：ふつのみたま）是日本神話《記、紀》二書中出現的兵器，又稱韴靈劍（日语：ふつのみたまのつるぎ）、佐士布都神（日语：さじふつのかみ）、甕布都神（日语：みかふつのかみ）等，其中「ふつ」（音hutsu）乃表示切斷物品之聲音。

## 概要
依照《古事記》記載，建御雷神（日语：タケミカヅチ）平定葦原中國後，該地仍紛擾不已。神武天皇東征大和，無法打敗長髓彥，並困於熊野山中之際，高倉下向神武天皇獻上橫刀，隨即斬殺熊野山的凶神，受大熊之毒倒地的士卒亦隨著起身醒來。
後來此劍被物部氏祖先宇摩志麻遲命（日语：ウマシマヂノミコト）置於宮內祭拜，到了崇神天皇時代，物部氏後代伊香色雄命（日语：いかがしこおのみこと）將之移往石上神宮（位於奈良縣天理市）。該神宮供奉的布都御魂大神（日语：ふつのみたまのおおかみ），則為此劍之靈。
原本此劍被埋在位於祭祀、參拜之拜殿後面、不准閒雜人等進入的地方，明治7年（西元1874年）當時的大宮司菅政友將之挖掘出土，改供奉於本殿內陣，並作為神體祭祀。彼時著名刀匠月山貞一便依樣複製了兩把劍，置於本殿中陣供人膜拜。被菅政友挖掘出來的，是一把單刃且向內彎曲的劍（通常日本刀是向刀刃側彎曲），刀柄附有環頭，不過全長為85公分，跟歷史紀錄有些微的出入。
另一方面，茨城縣鹿嶋市的鹿島神宮也供奉著一把稱作韴靈劍的巨大直刀，但其來源不明，可能在奈良時代末期至平安時代初期之間製作。現在被指定成日本國寶，並且置於該神宮的寶物館裡展示。

## 外部連結
- 《古事記》卷之二  第八章  神武天皇東征
- 《日本書紀》卷第三　神武天皇　神日本磐余彥天皇 （页面存档备份，存于）